# Чорноморівська сільська рада
Чорномо́рівська сільська́ ра́да — адміністративно-територіальна одиниця та орган місцевого самоврядування в Каховському районі Херсонської області. Адміністративний центр — село Чорноморівка.

## Загальні відомості
- Населення ради: 1 111 особа (станом на 2001 рік)

## Населені пункти
Сільській раді підпорядковані населені пункти:
- с. Чорноморівка

## Склад ради
Рада складається з 17 депутатів та голови.
- Голова ради: Гузь Володимир Вікторович
- Секретар ради: Савельєва Ірина Миколаївна

### Керівний склад попередніх скликань
| Прізвище, ім'я, по батькові  | Основні відомості                                                | Дата обрання | Дата звільнення |
| ---------------------------- | ---------------------------------------------------------------- | ------------ | --------------- |
| Величко Олександр Васильович | Сільський голова, 1966 року народження, безпартійний             | 26.03.2006   | 01.03.2007      |
| Стасюк Оксана Михайлівна     | Сільський голова, 1974 року народження, позапартійна             | 29.07.2007   | 18.03.2009      |
| Гузь Володимир Вікторович    | Сільський голова, 1958 року народження, член партії Єдиний Центр | 02.08.2009   | 31.10.2010      |

Примітка: таблиця складена за даними сайту Верховної Ради України

### Депутати
За результатами місцевих виборів 2010 року депутатами ради стали:

#### За суб'єктами висування
| Суб'єкт висування                                       | Кількість обраних депутатів | %    |
| ------------------------------------------------------- | --------------------------- | ---- |
| Партія регіонів                                         | 8                           | 47,1 |
| Комуністична партія України                             | 6                           | 35,3 |
| Політична партія Всеукраїнське об'єднання «Батьківщина» | 3                           | 17,6 |

#### За округами
| № округу                                                | Прізвище, ім'я, по батькові | Дата визнання обраним | Освіта  | Партійна приналежність                        | Відомості про обраного депутата                                                                |
| ------------------------------------------------------- | --------------------------- | --------------------- | ------- | --------------------------------------------- | ---------------------------------------------------------------------------------------------- |
| Комуністична партія України                             |                             |                       |         |                                               |                                                                                                |
| 1                                                       | Марченко Тетяна Леонтіївна  | 04.11.2010            | середня | позапартійна                                  | Чорноморівська сільська рада, спеціаліст з питань землевпорядкування                           |
| 2                                                       | Колодій Галина Миколаївна   | 04.11.2010            | середня | позапартійна                                  | тимчасово не працює                                                                            |
| 5                                                       | Сич Петро Філімонович       | 04.11.2010            | середня | позапартійний                                 | пенсіонер                                                                                      |
| 6                                                       | Харькіна Віра Іванівна      | 04.11.2010            | середня | позапартійна                                  | тимчасово не працює                                                                            |
| 7                                                       | Годило Ірина Юріївна        | 04.11.2010            | середня | позапартійна                                  | Чорноморівський дитячий садок, помічник вихователя                                             |
| 10                                                      | Бузницька Тетяна Василівна  | 04.11.2010            | середня | позапартійна                                  | тимчасово не працює                                                                            |
| Партія регіонів                                         |                             |                       |         |                                               |                                                                                                |
| 3                                                       | Вежитчаніна Тетяна Юріївна  | 04.11.2010            | середня | позапартійна                                  | тимчасово не працює                                                                            |
| 4                                                       | Клепа Василь Іванович       | 04.11.2010            | середня | позапартійний                                 | тимчасово не працює                                                                            |
| 9                                                       | Вако Марія Михайлівна       | 04.11.2010            | середня | член Партії регіонів                          | Каховське районне споживче товариство, продавець                                               |
| 11                                                      | Мунтян Ольга Михайлівна     | 04.11.2010            | середня | член Партії регіонів                          | Приватне підприємство «Восток — Агро», керуюча дільницею                                       |
| 12                                                      | Буткевич Ганна Анатоліївна  | 04.11.2010            | середня | позапартійна                                  | Чорноморівська сільська рада, спеціаліст з питань соціального захисту населення                |
| 14                                                      | Прудська Надія Василівна    | 04.11.2010            | середня | член Партії регіонів                          | пенсіонер                                                                                      |
| 15                                                      | Мильо Ганна Федорівна       | 04.11.2010            | вища    | позапартійна                                  | Чорноморівська загальноосвітня школа I-III ст., вчитель                                        |
| 16                                                      | Савельєва Ірина Миколаївна  | 04.11.2010            | середня | позапартійна                                  | Чорноморівська сільська рада, секретар                                                         |
| Політична партія Всеукраїнське об'єднання «Батьківщина» |                             |                       |         |                                               |                                                                                                |
| 8                                                       | Тишковець Рита Леонідівна   | 04.11.2010            | середня | член Всеукраїнського об'єднання «Батьківщина» | Чорноморівська загальноосвітня школа I-III ст., заступник директора з господарської діяльності |
| 13                                                      | Капусткіна Олена Петрівна   | 04.11.2010            | середня | член Всеукраїнського об'єднання «Батьківщина» | тимчасово не працює                                                                            |
| 17                                                      | Басараб Галина Леонідівна   | 04.11.2010            | середня | член Всеукраїнського об'єднання «Батьківщина» | пенсіонер                                                                                      |